# 流体継手
流体継手（りゅうたいつぎて）とは、流体を介して回転運動の伝達を行うクラッチの一種である。
流体クラッチとも言い、ドイツのヴルカン造船所で開発された方式が普及した。日本ではフルカン継手とも呼ばれる。
また、トルクコンバータは流体の運動エネルギーを回生してトルクを増幅する機構を持った流体継手の発展型である。

## 仕組・特徴

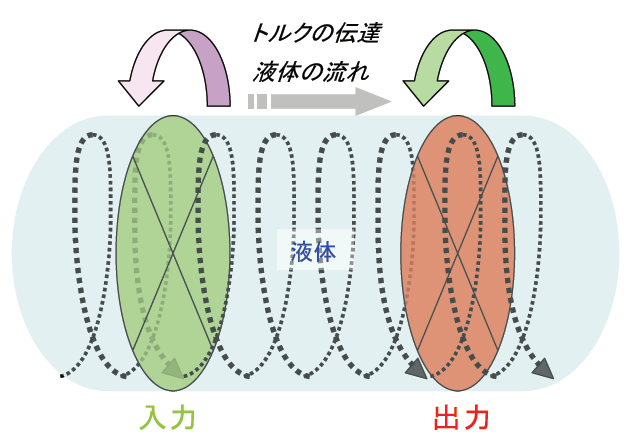
流体継手の概念図（実際は入力側と出力側はほとんど接している）。入力側（緑）の回転が液体の流動を介して出力側（赤）に伝達される。

オイルで満たされた密閉容器の中に二つの羽根車が対峙しており、それぞれが入力軸と出力軸に連結されている。入力側羽根車をポンプインペラー、出力側羽根車をランナーと呼んで区別することもある。オイルが循環できるような流路を備えており、入力側の回転がオイルの流動を生み、それが出力側を回転させることでトルクの伝達を行う。摩擦などの損失がない理想的な場合を考えると入力側と出力側のトルクは等しくなる。一方、動力伝達のために出力側回転数は入力側回転数より減少する（入力側回転数を{\displaystyle n_{1}}、出力側回転数を{\displaystyle n_{2}}としたとき{\displaystyle s=1-n_{2}/n_{1}}で定義されるsを滑りと呼んで効率の指標とする）。機械接続された継手と比較して、流体継手は負荷が大きくなると滑りが多くなり、伝達効率が落ちる傾向がある。
油圧モーターと同様にオイルの圧力・流量を制御することで伝達トルク・回転数を自由に調節することが可能であり、無段変速機の一種として用いられることが多い。

## 応用
流体継手はトルク・回転数を連続的に調節することが可能なため有段の変速機に比べると動力を無駄なく使用でき、さらに液体を介して動力伝達が行われるため始動時や急停止時に衝撃が緩和されるという利点があり、主に自動車や航空機などで無段変速機構を兼ねたクラッチとして利用されてきた。ただし、オイルの内部摩擦や温度上昇によりエネルギー効率はあまり良くないという欠点もある。最近の自動車では出力側羽根車の後段にステーターと呼ばれるオイルの整流とエネルギーの回収を兼ねた羽根車を設置したトルクコンバーターの方がよく用いられている。トルクコンバータではステーターによって出力トルクの増幅が可能になっている。